# Мајло Јанопулос
Мајло Јанопулос (енгл. Milo Yiannopoulos; Кент, 18. октобар 1984) је енглески новинар и писац грчко-ирског порекла.
Јанопулос себе сматра „културним либертаријанцем” и „фундаменталистом слободе говора”. Почетком 2014. године Јанопулос постаје познат широј јавности због својих критика трећег таласа феминизма, ислама, социјалне правде, политичке коректности и других покрета и идеологија које су, по његовом мишљењу, ауторитарне и припадају „регресивној левици”.